# Regeringscommissie van Sigmaringen
De Regeringscommissie van Sigmaringen, officieel Franse delegatie, de Commissie en de Franse regeringscommissie voor de verdediging van nationale belangen (6 september 1944 - 22 april 1945) was een regering-in-ballingschap van Vichy-Frankrijk gevestigd in Sigmaringen in het oude kasteel van Hohenzollern-Sigmaringen.

## Activiteiten
Maarschalk Philippe Pétain werd op 20 augustus 1944 tegen zijn wil naar Duitsland overgebracht, maar besloot zijn taken neer te leggen en werd samen met zijn ministers gevangengenomen. Een regeringscommissie onder leiding van Fernand de Brinon werd gevormd na onderhandelingen met Hitler te Steinort en de regeringscommissie werd de illusie voorgehouden van een wettige overheid (met vlaggen, fanfares, radio, kranten en postzegels). Pierre Laval nam ook geen deel aan de activiteiten van de regeringscommissie.
Jean Luchaire, commissaris voor Informatie richtte op 26 oktober 1944 de krant La France op, een krant voor ballingen. De krant bleef bestaan tot 13 maart 1945. 
Joseph Darnand voelde zich ongemakkelijk in dit verband en nam snel deel aan de gevechten in Italië, waar hij gevangen werd genomen. Eugène Bridoux had zelden deelgenomen aan de activiteiten van de regeringscommissie. Marcel Déat was het enige lid van de Commissie met de titel “minister” en publiceerde in La France diverse decreten en was verantwoordelijk voor de benaderde positie van arbeiders van de service du travail obligatoire (STO) en Franse gevangenen in Duitsland.
Jacques Doriot baseerde van zijn kant op 8 januari 1945 "een Franse Comité van de Bevrijding" dit was kort voor zijn dood op 22 februari. 
Pétain, zijn ministers en volgelingen waren gehuisvest in het kasteel van Sigmaringen. Alle anderen waren ondergebracht in twee hotels in de stad, Bären en Löwen.
De regeringscommissie hield op te bestaan door de overwinning van de geallieerden.

## Leden
- Fernand de Brinon: president
- Joseph Darnand: staatssecretaris van Binnenlandse Zaken
- Jean Luchaire: Commissaris voor Informatie
- Eugène Marie Louis Bridoux: Commissaris voor de Franse krijgsgevangenen
- Marcel Déat: minister van Arbeid

## Ballingen in Sigmaringen
Enkele namen:
- Jean Bichelonne
- Jacques Doriot
- Simon Sabiani
- Victor Barthélemy
- Lucien Rebatet
- Robert Le Vigan
- Louis-Ferdinand Céline
- Roland Gaucher